# Literatura hipertextual
La literatura hipertextual és aquella que parteix de la no linealitat argumental, on una mateixa trama o poema es relaciona amb hipervincles amb altres parts, creant cada cop un itinerari diferent de lectura. El receptor escull si seguir una plana o secció completa o saltar quan es trobi amb un enllaç cap a l'altra porció de text, que a més a més pot combinar-se amb imatges i elements multimèdia.
Tot i que la literatura hipertextual apareix amb Internet, concretament el 1987 amb l'aparició d'Afternoon, a story, els seus orígens es troben en la narrativa no lineal experimentada durant tot segle xx, com ara Rayuela de Julio Cortázar o els llibres interactius on es pot triar entre diferents arguments. Un subtipus de la literatura hipertextual es basa en l'escriptura col·laborativa, on cada lector pot inserir un vincle al text base i anar ampliant-lo a voluntat per a futurs receptors.